# I-Land 戦慄の島
『I-Land 戦慄の島』（アイランド せんりつのしま、原題: The I-Land）は、2019年に配信されたアメリカ合衆国のテレビドラマシリーズ。孤島に閉じ込められた記憶喪失の10人の男女が謎に迫るSFスリラー。企画・制作はアンソニー・サルター、出演はナタリー・マルティネス、ケイト・ボスワース、ロナルド・ピートなど。全7話のリミテッドシリーズで、2019年9月12日にNetflixオリジナル作品として全世界へ配信された。

## あらすじ
海に囲まれた孤島で目を覚ました10人の男女。完全に記憶を失ったままで自分が誰であるか、どのようにしてそこに着いたのかの記憶がなく、それぞれの服のタグに印刷されている名を名乗る。はじめ団結していた10人だったが、やがて仲違いが起こりはじめ、事態は思わぬ方向へ展開していく。

## キャスト

### メイン
チェイス
演 - ナタリー・マルティネス、日本語吹替 - 日野佑美
KC
演 - ケイト・ボスワース、日本語吹替 - 種市桃子
クーパー
演 - ロナルド・ピート、日本語吹替 - 井川秀栄
モーゼス
演 - カイル・シュミット
ブレア
演 - シビラ・ディーン
メイソン
演 - ギリス・ギアリー、日本語吹替 - 天野宏郷
ドノバン
演 - アンソニー・リー・メディナ
テイラー
演 - コタ・エバハート
ヘイデン
演 - ミシェル・ヴェインティミラ
ブロディ
演 - アレックス・ペティファー、日本語吹替 - 松田修平

### リカーリング
Bonnie
演 - クララ・ウォン
Clyde
演 - ケイリン・ダレル・ジョーンズ
ウェルズ所長
演 - ブルース・マッギル、日本語吹替 - 五王四郎
Mrs. Chase
演 - マリア・コンチータ・アロンゾ
Doctor Conrad
演 - スバハッシュ・マンダル
Doctor Stevenson
演 - マーガレット・コリン

## エピソード
| 通算 話数 | タイトル                                       | 監督               | 脚本               | 公開日        |
| --------- | ---------------------------------------------- | ------------------ | ------------------ | ------------- |
| 1         | "すばらしい新世界" "Brave New World"           | ニール・ラビュート | ニール・ラビュート | 2019年9月12日 |
| 2         | "豪華な宮殿" "The Gorgeous Palaces"            | Jonathan Scarfe    | ニール・ラビュート | 2019年9月12日 |
| 3         | "実体のない余興" "The Insubstantial Pageant"   | Jonathan Scarfe    | ニール・ラビュート | 2019年9月12日 |
| 4         | "美しい生き物たち" "Many Goodly Creatures"     | Jonathan Scarfe    | ニール・ラビュート | 2019年9月12日 |
| 5         | "雲をいただく高い塔" "The Cloud Capp'd Towers" | Darnell Martin     | Lucy Teitler       | 2019年9月12日 |
| 6         | "巨大な地球そのもの" "The Great Globe Itself"  | Darnell Martin     | Lucy Teitler       | 2019年9月12日 |
| 7         | "過ぎ去りし暗い日々" "The Dark Backward"       | Jonathan Scarfe    | Lucy Taylor        | 2019年9月12日 |

## 評価

### 批評
本作は批評家から酷評されている。批評集積サイトのRotten Tomatoesに12件のレビューがあり、批評家支持率は8%、平均点は10点満点で3.0点となっている。